# Epilachna borealis
Epilachna borealis är en skalbaggsart som först beskrevs av Fabricius 1775.  Epilachna borealis ingår i släktet Epilachna och familjen nyckelpigor. Inga underarter finns listade i Catalogue of Life.